# Tom Okker
Tom Okker (ur. 22 lutego 1944 w Amsterdamie) – holenderski tenisista, zwycięzca 26 turniejów zawodowych w grze pojedynczej i dwóch turniejów wielkoszlemowych w grze podwójnej, reprezentant w Pucharze Davisa, lider rankingu ATP deblistów.

## Kariera tenisowa
Praworęczny Okker, z rodziny pochodzenia żydowskiego, znany był z ruchliwości na korcie, co przyniosło mu przydomek "Latającego Holendra" (The Flying Dutchman). Dysponował dobrym refleksem w wymianach wolejowych przy siatce, dzięki czemu duże sukcesy odnosił również w grze podwójnej. Mocny serwis (zazwyczaj grany jako tzw. wyrzucający), dobra gra wolejem i smeczem, a także atakujący forhend (był jednym z pierwszych mistrzów topspinowego forhendu w erze open) zapewniały mu sukcesy przede wszystkim na szybkich nawierzchniach – był czterokrotnie ćwierćfinalistą i raz półfinalistą (1978) Wimbledonu.
Jako amator zdobył cztery tytuły mistrza Holandii (1964–1968), w 1965 na Wimbledonie wygrał tzw. turniej pocieszenia (Plate). W 1968 przeszedł do grona tenisistów zawodowych. W pierwszym roku startów zawodowych wygrał międzynarodowe mistrzostwa Włoch w Rzymie, a na US Open osiągnął finał. Mecz finałowy przegrał w pięciu setach (12:14, 7:5, 3:6, 6:3, 3:6) z Amerykaninem Arthurem Ashe. W latach 1968–1974 nieprzerwanie figurował w czołowej dziesiątce rankingu światowego, w tym jako nr 4 – w 1968, 1969 i 1973. Był jednym z pierwszych tenisistów, których zarobki na korcie przekroczyły milion dolarów. Do jego najważniejszych zwycięstw turniejowych można zaliczyć Monte Carlo (1969), mistrzostwa Niemiec w Hamburgu (1970), mistrzostwa Belgii (1970), mistrzostwa Kanady (1973). W 1973 był również w finale ATP Finals (przegrał w czterech setach z Ilie Năstase). We wszystkich turniejach wielkoszlemowych docierał co najmniej do półfinału – w US Open był w finale w 1968 i półfinale trzy lata później, we French Open był w półfinale w 1969, w Australian Open w 1971. Półfinał wimbledoński osiągnął już pod koniec kariery, pokonując w 1978 m.in. Paruna, Noaha, Vilasa i Năstase, a przegrywając z niepokonanym w tym czasie Borgiem.
Podobnie jak wielu czołowych zawodników początkowych lat ery open umiejętnie łączył starty singlowe i deblowe. Okker jest jednym z najbardziej utytułowanych deblistów w historii – wygrał 67 turniejów, w tym dwa wielkoszlemowe. W 1973 został mistrzem French Open w parze z Australijczykiem Johnem Newcombe, w 1976 US Open w parze z Amerykaninem Martym Riessenem. Z Riessenem Okker grał najczęściej (finał Wimbledonu 1969), ponadto poza Newcombe jego partnerem deblowym był także m.in. Arthur Ashe, a w ostatnich latach kariery Wojciech Fibak. Para holendersko–polska była m.in. w półfinałach Wimbledonu i US Open w 1978 oraz finale ATP Finals dwa lata później. W 1973 z Newcombe Okker wygrał grę podwójną Italian Open.
W latach 1964–1968 i ponownie od 1973 do 1981 Okker reprezentował Holandię w Pucharze Davisa, notując piętnaście zwycięstw i dwadzieścia porażek. Pokonał w ramach Pucharu Davisa kilku znanych rywali, m.in. Drysdale’a, Santanę, Kodeša.
W 2003 nazwisko Toma Okkera znalazło się w Hall of Fame Sportu Żydowskiego.
Wygrane turnieje (w erze open):
- gra pojedyncza:
  - 1968 Rzym
  - 1969 Hilversum, Monte Carlo, Paryż (hala)
  - 1970 Hamburg, Hilversum
  - 1971 Louisville, Quebec
  - 1972 Chicago
  - 1973 Chicago, Hilversum, Londyn (WCT), Madryt, Canadian Open, Seattle, Waszyngton
  - 1974 Rotterdam, Toronto
  - 1975 Nottingham, Paryż (hala)
  - 1977 Richmond
  - 1979 Tel Awiw
- gra podwójna:
  - 1968 Hamburg, Rzym
  - 1969 Gstaad, Hamburg, Filadelfia
  - 1970 Londyn (Queen's Club), Los Angeles
  - 1971 Chicago, Kolonia, Dallas, Londyn (Queen's Club), Canadian Open, Toronto, Waszyngton
  - 1972 Alamo, Charlotte, Chicago, Fort Worth, Gothenberg, Miami, Montreal, Richmond, Sztokholm, Waszyngton
  - 1973 Johannesburg, Seattle, Barcelona, Madryt, French Open, Rzym, Charlotte, Houston, Londyn (Queen's Club), Londyn (WCT), Mediolan, Waszyngton
  - 1974 Sztokholm
  - 1975 Barcelona, Johannesburg, Sztokholm, Hongkong
  - 1976 Bazylea, Paryż (hala), US Open
  - 1977 Birmingham, Meksyk, Richmond, Rotterdam, Sztokholm, Toronto (hala), Woodlands Doubles, Charlotte
  - 1978 Gstaad, Hamburg, Houston, Canadian Open, Sztokholm, Woodland Doubles, World Doubles WCT, Hilversum
  - 1979 Memphis, Filadelfia, Stuttgart (hala), Tel Awiw, Hilversum
  - 1980 Kair, Birmingham, Hilversum

Finały turniejowe (w erze open):
- gra pojedyncza:
  - 1968 Gstaad, US Open
  - 1969 Gstaad, Hamburg
  - 1970 Gstaad
  - 1971 Gstaad, Monte Carlo, Canadian Open, Toronto (WCT), Vancouver
  - 1972 Boston, Rotterdam, Sztokholm
  - 1973 Los Angeles, Masters, Waszyngton
  - 1974 Boston, Sztokholm, Waszyngton
  - 1975 Johannesburg, Rotterdam, Sztokholm
  - 1978 Hilversum
- gra podwójna:
  - 1968 Gstaad
  - 1969 Wimbledon
  - 1970 Hamburg, Gstaad
  - 1971 Gstaad, Australian Open, Boston, Quebec, Monte Carlo
  - 1973 Kolonia, Denver, World Doubles WCT
  - 1974 Johannesburg, Miami, Toronto, Waszyngton
  - 1975 Bolonia, Monte Carlo, Paryż (hala), Nottingham, US Open
  - 1976 Columbus, Richmond, Rotterdam, Johannesburg, Sztokholm, Sztokholm (WCT)
  - 1977 Monte Carlo, Filadelfia
  - 1978 St. Louis, Monachium
  - 1979 Denver, Sztokholm, Birmingham
  - 1980 Masters Doubles, Bangkok